# Демассификация
Демассифика́ция (от англ. demassification) — термин, употребленный футурологом Элвином Тоффлером в книге «Третья волна» для описания тенденций, характеризующих постиндустриальное общество «третьей волны». Тоффлер называет так процесс, противоположный массификации (тоже тоффлеровский термин, не путать с массовизацией), процесс исчезновения признаков массовости. В первую очередь связан с трансформацией информационных потоков и информационной структуры и распадом массового общества.

### Демассификация в «Третьей волне»

#### Демассификация массмедиа
К концу 1970-х гг., несмотря на рост населения США на 14 млн человек, характерное для общества «второй волны» увеличение тиражей газет и журналов сменилось резким спадом. Процент американской аудитории, ежедневно читающей газеты, упал с 69 % в 1972 г. до 62 % в 1977. Схожая динамика наблюдалась и в Великобритании, где с 1965 и 1975 тираж ежедневных национальных газет снизился на 8 %. Причины подобного явления Тоффлер связывает не только с распространением телевещания, сколько с появлением еженедельных газет и журналов с меньшими тиражами и районами распространения, подстраивающихся под специфические интересы различных рынков. Распространение быстрой, более дешевой прессы и копировальных машин дало возможность любой организации либо группе по интересам выпускать своё собственное издание. Всё это привело к потере влияния массовых изданий.
Процессу демассификации подверглось и радиовещание: между 1950 и 1970 гг. число радиостанций выросло на 129 %, что привело к уменьшению числа слушателей массовых радиостанций. Увеличился и тематический охват: "различные радиостанции обращаются к своей собственной аудитории, а не к безликой общей массе, как раньше. Распаду массовой аудитории способствовало также появление новых форм аудиокоммуникации, таких, как магнитофоны, кассетные плееры и коротковолновые радиостанции (Си-Би).
Первые признаки демассификации в области телевещания описал Times: «Всё рушится, боссы телевещания нервно всматриваются в цифры… они не верят своим глазам… Впервые за свою историю телевидение теряет зрителей». В сфере телевидения демассифицирующими факторами стало распространение кабельного телевидения и видеоигр.

#### Демассификация массового сознания
Демассификация средств массовой информации привела и к демассификации массового сознания через исчезновение стандартизированных шаблонов мира, создание разнообразных образов, идей, символов и ценностей, по-разному интерпретируемых в разных точках мира. В качестве иллюстрации Тоффлер приводит высказывание бывшего директора национальной галереи в Берлине Дейтера Хониша: «То, что восхищает в Кёльне, не может быть принято в Мюнхене, а то, что имеет успех в Штутгарте, не имеет успеха у гамбургской публики. Живущие по законам местных интересов, отдельные районы теряют чувство национальной культуры».

#### Демассификация производства и потребления
Общество «третьей волны» характеризуется отходом от массового производства стандартизированных товаров и выпуском небольших серий продукции, частично или полностью изготовленной на заказ. По мнению Тоффлера, следующим этапом является переход к изготовлению единственного в своем роде изделия для конкретного потребителя, полностью подстроенного под его нужды. Для выполнения этой задачи индивидуализированное производство должно быть цельным, непрерывным, круглосуточным и находящимся под непосредственным контролем заказчика. Вместе с этим происходит расщепление массового рынка на быстро изменяющиеся сети мини-рынков, определяемых постоянной эволюцией предлагаемой продукции.
Кроме того, замена транспортных перевозок телекоммуникацией благодаря появлению «электронных коттеджей» (удалённых цифровизированных рабочих мест) и стремление сократить загрязнение окружающей среды, предсказанное Тоффлером, создаст возможность удалённой работы дома либо в небольших рабочих центрах, тем самым демассифицируя офисный труд.

#### Демассификация социальной структуры
Демассификация социальной структуры характеризуется следующим:
- распад наций-государств
- раскол общества на «спорящие группы», каждая из которых отстаивает свои узкие интересы и принципы
- отказ малых групп от интеграции в массовое общество, возрастающее желание признания собственной индивидуальности
- кризис модели нуклеарной семьи и замена её новыми или менее распространёнными типами, превращение института семьи в немассовый
- десинхронизация жизненных графиков и индивидуализация временных образцов.

## Развитие концепции
Понятие демассификации в большинстве случаев употребляется по отношению к медиасфере. Так, Джон Вивиан, автор книги «Media of Mass Communication», посвященной актуальным проблемам и тенденциям в сфере средств массовой информации, относит демассификацию к важным феноменам, изменившим рынок медиа. Описывая те же, что и Тоффлер в «Третьей волне», исторические процессы, Вивиан приходит к обратным выводам. По его мнению, демассификация медиа имела скорее негативные последствия для аудитории. Становясь всё более демассифицированными в угоду рекламодателям, которые заинтересованы в адресной доставке рекламы, медиа ограничивают тематическую направленность своего контента и тем самым перестают выполнять роль «окна в мир» .
Е. В. Андреева в статье «Просьюмеры — новый вид потребителей информационной цивилизации» развивает идею Тоффлера о слиянии процессов производства и потребления. Она говорит о том, что главным признаком демассификации стало появление «просьюмера» — человека, который совмещает в себе сразу две функции: производителя (producer) и потребителя (consumer):
«Просьюмер — это активный потребитель, человек, который имеет доступ к технологии и информации и умеет их использовать, который вовлечен в то, что происходит в розничной торговле, политике, поп-культуре. Это довольно разрозненная группа людей с общими характеристиками: они интересуются инновациями, они самодостаточны, гордятся своим умением думать самостоятельно и экспериментировать. Это коммуникаторы: рассказывают другим людям о своем впечатлении от новых продуктов, брендов и услуг и расспрашивают других об их опыте. Они авторитетны: другие люди интересуются их мнением и спрашивают совета. При этом просьюмеры — скептики, но не циники: они не доверяют слепо тому, о чем говорится в СМИ или рекламе, но ценят информацию и развлечение, которые могут извлечь из этих источников. Они живут настоящим и вовлечены в популярную культуру». 
Кроме того, по мнению Д. В. Смолкиной, представленному в статье «Концепт демассификации в современном культурологическом знании: медиа-дискурс», демассификация в современных медиа реализуется через конвергентную журналистику, одной из тенденций которой является слияние редакции и аудитории. Чтобы оставаться востребованной среди определенной аудитории, привлекаемой конкретной тематикой, редакции необходимо чётко соответствовать её запросам и следить за их быстрым изменением. Это предполагает отслеживание комментариев, оставляемых в онлайн-версиях СМИ, либо выстраивание особой платформы, дающей возможность аудитории самой производить медиаконтент.

## Альтернативные мнения
Многие исследователи не считают роль демассификации в создании постиндустриального общества столь значительной. Так, В. Л. Иноземцев в своей работе «Расколотая цивилизация», рассматривая концепцию «постэкономизма», характеризует процесс демассификации как «относительно поверхностный».
А. В. Костина в научной статье «О тенденциях развития культуры в постиндустриальном обществе», хотя и признает роль демассификации в формировании постиндустриального и информационного общества, также приходит к выводу о её поверхностности. Демассификация, по её мнению, лишь одна из многих тенденций, присущих постиндустриальному обществу. Унификация же продолжает усиливаться, а массовая культура, вопреки прогнозам Тоффлера, существовать, а «человек массы» остается одним «из наиболее типичных субъектов социального действия».